# Toro (Colombia)
Toro è un comune della Colombia facente parte del dipartimento di Valle del Cauca. 
L'abitato venne fondato da Melchor Velásquez de Valdenebro nel 1573.